# Manteyer
Manteyer es una comuna francesa situada en el departamento de Altos Alpes, en la región de Provenza-Alpes-Costa Azul.

## Demografía
| 207 | 200 | 178 | 211 | 222 | 305 | 427 |
| Para los censos de 1962 a 1999 la población legal corresponde a la población sin duplicidades (Fuente: INSEE [Consultar]) |     |     |     |     |     |     |